# Banaadir Telecom FC
Mogadishu City Club is een Somalische voetbalclub gevestigd in Mogadishu. De club speelt in het Mogadiscio Stadion. De grootste rivaal van Mogadishu City Club is Elman FC.
Voorheen bekend als Banadir Sports Club, werd de club in 2019 hernoemd tot Mogadishu City Club.  In 2019 wordt Mohamed Mistri Lamjed benoemd tot nieuwe manager van Mogadishu City Club.

## Kampioenschappen
- Somalia League:

1998/99, 2004/06, 2008/09, 2009/10, 2013/14, 2015/16, 2019/2020, 2024/25
- Beker van Somalië:

1972, 2007